# Paralympiska vinterspelen 2006 - Längdskidåkning
Paralympiska vinterspelen 2006 - Längdskidåkning ägde rum i Turin 10–19 mars 2006.

## Herrar

### 5 km
Tävlingsdag: 12 mars
Tävlande: Sittande
| Medalj | Person             | Land      | Tid          |
| Guld   | Taras Kryjanovski  | Ryssland  | 00:15:38.800 |
| Silver | Jurij Kostjuk      | Ukraina   | 00:15:39.400 |
| Brons  | Alain Marguerettaz | Frankrike | 00:15:59.700 |

Tävlingsdag: 12 mars
Tävlande: Stående
| Medalj | Person            | Land        | Tid          |
| Guld   | Steven Cook       | USA         | 00:12:36.200 |
| Silver | Sjarhej Siltjanka | Vitryssland | 00:12:41.000 |
| Brons  | Thomas Ölsner     | Tyskland    | 00:12:45.300 |

Tävlingsdag: 12 mars
Tävlande: Synskadade
| Medalj | Person         | Land     | Tid          |
| Guld   | Brian McKeever | Kanada   | 00:11:35.100 |
| Silver | Frank Höfle    | Tyskland | 00:11:52.500 |
| Brons  | Helge Flo      | Norge    | 00:12:13.900 |

### 10 km
Tävlingsdag: 15 mars
Tävlande: Stående
| Medalj | Person            | Land     | Tid          |
| Guld   | Steven Cook       | USA      | 00:27:22.800 |
| Silver | Alfis Makamedinov | Ryssland | 00:27:59.800 |
| Brons  | Kirill Michajlov  | Ryssland | 00:28:06.500 |

Tävlingsdag: 15 mars
Tävlande: Sittande
| Medalj | Person            | Land     | Tid          |
| Guld   | Taras Kryjanovski | Ryssland | 00:26:43.600 |
| Silver | Sergej Sjilov     | Ryssland | 00:26:52.100 |
| Brons  | Jurij Kostjuk     | Ukraina  | 00:27:10.900 |

Tävlingsdag: 15 mars
Tävlande: Synskadade
| Medalj | Person              | Land        | Tid          |
| Guld   | Brian McKeever      | Kanada      | 00:26:09.500 |
| Silver | Vasilij Sjaptsiaboj | Vitryssland | 00:26:55.500 |
| Brons  | Valerij Kouptjinsky | Ryssland    | 00:27:10.200 |

### Stafett 1x3,75 km + 2x5 km
Tävlingsdag: 17 mars
Tävlande: Alla
| Medalj | Person                                                 | Land     | Tid          |
| Guld   | Kjartan Haugen, Karl Einar Henriksen, Andreas Hustveit | Norge    | 00:39:58.500 |
| Silver | Rustam Garifoullin, Irek Mannanov, Sergej Sjilov       | Ryssland | 00:40:00.100 |
| Brons  | Vitalij Lukjanenko, Vladyslav Morozov, Oleh Munts      | Ukraina  | 00:40:06.900 |

### 15 km
Tävlingsdag: 18 mars
Tävlande: Sittande
| Medalj | Person            | Land     | Tid          |
| Guld   | Jurij Kostjuk     | Ukraina  | 00:41:49.600 |
| Silver | Taras Kryjanovski | Ryssland | 00:42:51.900 |
| Brons  | Sergej Sjilov     | Ryssland | 00:42:59.900 |

### 20 km
Tävlingsdag: 19 mars
Tävlande: Stående
| Medalj | Person            | Land     | Tid          |
| Guld   | Kirill Michajlov  | Ryssland | 00:58:44.300 |
| Silver | Alfis Makamedinov | Ryssland | 00:58:45.800 |
| Brons  | Steven Cook       | USA      | 00:59:42.200 |

Finska placeringar: 4 Ilkka Tuomisto, 18 Kalervo Pieksämäki
Tävlingsdag: 19 mars
Tävlande: Synskadade
| Medalj | Person              | Land        | Tid          |
| Guld   | Oleh Munts          | Ukraina     | 00:56:55.900 |
| Silver | Brian McKeever      | Kanada      | 00:57:07.600 |
| Brons  | Vasilij Sjaptsiaboj | Vitryssland | 00:58:08.400 |

Finska placeringar: 9 Jarmo Ollanketo

## Damer

### 5 km
Tävlingsdag: 12 mars
Tävlande: Stående
| Medalj | Person             | Land     | Tid          |
| Guld   | Katarzyna Rogowiec | Polen    | 00:15:00.700 |
| Silver | Anna Milenina      | Ryssland | 00:15:28.000 |
| Brons  | Julija Batenkova   | Ukraina  | 00:15:45.600 |

Bästa finska och svenska placeringar: 7 Maija Loeytynoja (FIN), 11 Stina Sellin (SVE)
Tävlingsdag: 12 mars
Tävlande: Synskadade
| Medalj | Person             | Land     | Tid          |
| Guld   | Verena Bentele     | Tyskland | 00:14:22.100 |
| Silver | Tatjana Iljutjenko | Ryssland | 00:14:55.900 |
| Brons  | Ljubov Vasiljeva   | Ryssland | 00:15:13.500 |

Bästa finska och svenska placeringar: 8 Sisko Kiiski (FIN)

### 2,5 km, sittande
Tävlingsdag: 12 mars
| Medalj | Person            | Land        | Tid          |
| Guld   | Olena Jurkovska   | Ukraina     | 00:08:27.900 |
| Silver | Ljudmila Vaütjok  | Vitryssland | 00:08:46.500 |
| Brons  | Ljudmyla Pavlenko | Ukraina     | 00:08:54.000 |

### 10 km
Tävlingsdag: 15 mars
Tävlande: Stående
| Medalj | Person           | Land      | Tid          |
| Guld   | Anna Milenina    | Ryssland  | 00:34:12.200 |
| Silver | Julija Batenkova | Ukraina   | 00:34:30.800 |
| Brons  | Anne Floriet     | Frankrike | 00:34:39.300 |

Bästa finska och svenska placeringar: 8 Maija Loeytynoja (FIN), 10 Stina Sellin (SVE)
Tävlingsdag: 15 mars
Tävlande: Synskadade
| Medalj | Person                | Land        | Tid          |
| Guld   | Ljubov Vasiljeva      | Ryssland    | 00:32:40.600 |
| Silver | Tatjana Iljutjenko    | Ryssland    | 00:33:00.800 |
| Brons  | Jadviha Skarabahataja | Vitryssland | 00:33:39.900 |

Bästa finska placeringar: 7 Sisko Kiiski (FIN)

### 5 km
Tävlingsdag: 15 mars
Tävlande: Sittande
| Medalj | Person            | Land        | Tid          |
| Guld   | Olena Jurkovska   | Ukraina     | 00:16:39.700 |
| Silver | Ljudmila Vaütjok  | Vitryssland | 00:17:12.800 |
| Brons  | Colette Bourgonje | Kanada      | 00:17:18.700 |

### Stafett 3x2,5 km
Tävlingsdag: 17 mars
Tävlande: Alla
| Medalj | Person                                                 | Land        | Tid          |
| Guld   | Tatjana Iljutjenko, Irina Poljakova, Ljubov Vasiljeva  | Ryssland    | 00:23:31.400 |
| Silver | Jadviha Skarabahataja, Larysa Varona, Ljudmila Vaütjok | Vitryssland | 00:24:10.100 |
| Brons  | Julija Batenkova, Olena Jurkovska, Ljudmyla Pavlenko   | Ukraina     | 00:24:54.500 |

### 10 km
Tävlingsdag: 18 mars
Tävlande: Sittande
| Medalj | Person            | Land        | Tid          |
| Guld   | Ljudmila Vaütjok  | Vitryssland | 00:30:54.500 |
| Silver | Olena Jurkovska   | Ukraina     | 00:31:50.900 |
| Brons  | Colette Bourgonje | Kanada      | 00:32:18.800 |

### 15 km
Tävlingsdag: 19 mars
Tävlande: Stående
| Medalj | Person             | Land     | Tid          |
| Guld   | Katarzyna Rogowiec | Polen    | 00:52:41.000 |
| Silver | Anna Milenina      | Ryssland | 00:54:29.100 |
| Brons  | Julija Batenkova   | Ukraina  | 00:55:20.000 |

Finska och svenska placeringar: 8 Maija Loeytynoja (FIN), 11 Stina Sellin
Tävlingsdag: 19 mars
Tävlande: Synskadade
| Medalj | Person                | Land        | Tid          |
| Guld   | Ljubov Vasiljeva      | Ryssland    | 00:52:52.900 |
| Silver | Jadviha Skarabahataja | Vitryssland | 00:53:21.100 |
| Brons  | Tatjana Iljutjenko    | Ryssland    | 00:53:31.000 |

Finska placeringar: 4 Sisko Kiiski